# Tex Morton (Gitarrist)
Tex Morton (* 1961 in Emden als Peter Hajunga) ist ein deutscher Musiker, der vorwiegend als Gitarrist bekannt ist.

## Leben und Wirken
Der in Emden geborene Musiker kam im Alter von elf Jahren nach Osnabrück. Nach eigenen Angaben erlernte er außer Saxophon die Instrumente Gitarre, E-Bass und Schlagzeug vorwiegend autodidaktisch.
Bei einem kleinen Hamburger Rock-’n’-Roll-Plattenlabel veröffentlichte er als Jugendlicher unter bürgerlichem Namen seine erste Solo-Single mit dem Titel Honig Klebt Auf Der Gitarre. Danach entschied er sich auf Anraten eines Freundes für den Künstlernamen Tex Morton. Er spielte zunächst in der Hardcore-Punk-Band „Delirium“ und gründete dann mit Freunden die Band „Tex Morton & The Jet Sets“, mit der er auch als Vorband von The Undertones und Link Wray auftrat.
Der Produzent und DAF-Manager Robert „Tijuana“ Giddens, besser bekannt als Bob Giddens, wurde auf ihn aufmerksam und nahm ihn in seine Band Surplus Stock auf. Seither war und ist er in zahlreichen Bands und Musikprojekten aktiv. Unter anderem produzierte er 1992 das Sturmschäden-Album Vergessenes Land. 1992 veröffentlichte er bei Strange Ways Records das Solo-Album Shanty Town. Beim gleichen Label erschienen die Sampler The Ship (1992) und The Ship 2 (1993), auf denen er jeweils mit einem Song vertreten ist. 2008 holte ihn Ray van Zeschau in seine Rock-’n’-Roll- und Rockabilly-Band Ray & The Rockets, in der er bis heute aktiv ist. 2009 stieg er in zwei weitere Projekte van Zeschaus ein. Zu einem bei Freunde der italienischen Oper und damit zu einer fast neue Besetzung der FDIO. Abermals mit Rajko Gohlke am Bass, Alex Anthony Faide an der zweiten Gitarren sowie Boris Israel Fernandez am Schlagzeug. und zum anderen in die Psychometalband The Distorted Elvises. 2020 wirkte er in der deutsch/bulgarischen Dokudramentery Mein Onkel Lubo mit, die am 6. Januar 2023 im Dresdner Filmtheater Schauburg ihre Weltpremiere feierte. Seit 1995 lebt er in Berlin. Im Osnabrück Magazin vom August 2011 fand er als „der deutsche Keith Richards“ Erwähnung.

### Weiter Tonträger (Auswahl)
- 1985: Sunny Domestozs, Barkin' at the Moon (Drinkin’ Lonesome)
- 1991: Sunny Domestozs, The Complete Sunny Domestozs (Roof Records; Kompilation)
- 2002: Mad Sin, Survival of the Sickest (People Like You Records)
- 2005: Mad Sin, Dead Moon's Calling (People Like You Records)
- 2018: Freunde der italienischen Oper, Via Dolorosa, (Strandard63)
- 2020: Freunde der italienischen Oper, Via Dolorosa, (Vinyl) (Strandard63 / Major Label)
- 2020: Freunde der italienischen Oper, Brüder zur Sonne zur Freiheit,  mit Die Art,  – 12 Inch Vinyl Picture Split EP (Major Label)
- 2023: The Distorted Elvises 12" Mini-LP/EP, Gun in Acapulco (Strandard63 / Major Label)
- 2024: Freunde der italienischen Oper, Kassandras Komplex, LP/CD/Tape,  Strandard63 / Major Label
- 2025: Freunde der italienischen Oper, Brüder, hört die Signale!,  mit Die Art,  – 12 Inch Vinyl Picture Split EP (Major Label)

## Bandmitgliedschaften (Auswahl)
- Freunde der italienischen Oper
- The Distorted Elvises
- Ray & the Rockets
- Sunny Domestozs
- Mad Sin
- Lolitas
- Frantic Flintstones
- The Chainsaw Hollies
- Chip Hanna & The Berlin Three
- Die Mimmi’s
- The Perc Meets the Hidden Gentleman
- The Ripmen
- Die Suurbiers
- Viktoriapark
- The Devil ’n’ Us
- Kamikaze Queens
- The Electric Family
- Fabsi & der Peanutsclub
- Die Fidelen Schwager
- The Raymen
- Dusty Gray and his rough ridin’Ramblers
- King Bastard
- Nitro 17
- The Passengers
- Pseiko Lüde & die Astros
- Der schwarze Abt

## Tex Morton in Film und TV
- ARD Nachtmagazin, 2009
- Mein Onkel Lubo, Docudramentery, Regie: Nikola Boshankov / Ray van Zeschau, 2023
- That’s Allright Mama, Musikkurzfilm The Distorted Elvises, Regie: Ray van Zeschau, 2024